# Kherington Payne

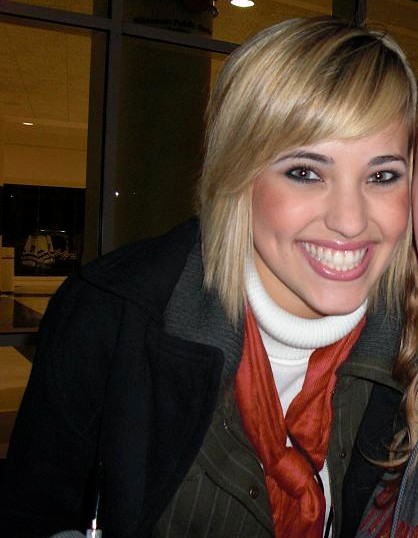
Kherington Payne 2008

Kherington Taylor Payne (* 26. Januar 1990 in Whittier, Kalifornien) ist eine US-amerikanische Tänzerin und Schauspielerin.

## Leben
Payne nahm schon ab zwei Jahren am Tanzunterricht teil und spielte Fußball. Sie hatte Schauspielunterricht und nahm kleine Modeljobs an, wie für McDonald’s, Nike, Disney oder Mattel. Ihren Schulabschluss machte sie am 10. Juni 2008 an der El Dorado High School.
Payne ist die Cousine der Bolts-Brüder Addam, Heath und Austin Farmer. Sie lebt in Placentia, Kalifornien, wo sie ihre Tanzkarriere fortführt.

## Karriere
Mit 18 Jahren tanzte Kherington für die Fernsehshow So You Think You Can Dance vor und schaffte es in die Sendung. Sie belegte am Ende einen Platz unter den ersten zehn Kandidaten. Ihren Durchbruch erreichte sie im Film Fame, welcher im September 2009 in die Kinos kam.

## Filmografie
- 2008: So You Think You Can Dance (Fernsehshow, Staffel 4)
- 2009: Glee (Fernsehserie, als Jane Adams Choir Dancer)
- 2009: Fame (als Alice Ellerton)
- 2010: Leading Ladies (als Checkout Girl)
- 2011: Freundschaft Plus (als Studentenverbindung Party-Tänzerin)
- 2011: The Dance Scene (als sie selbst)
- 2011: CSI: Vegas (als Tänzerin)
- 2012: True Blood (als Angelica)
- 2013: Vegas (als Tänzerin)
- 2013: Liberace – Zu viel des Guten ist wundervoll (als Showgirl)
- 2014: Sins of Our Youth (als DJ)
- 2015: Bravetown (als Mary Johnson)
- 2015: Born to Dance (als Sasha)